# Laccophilus productus
Laccophilus productus är en skalbaggsart som beskrevs av Régimbart 1906. Laccophilus productus ingår i släktet Laccophilus och familjen dykare. Inga underarter finns listade i Catalogue of Life.